# Pietro Vaglienti
Pietro Vaglienti (Pisa, 1438 – Firenze, 1514) è stato un mercante e scrittore italiano.

## Biografia
Pietro Vaglienti, cittadino pisano, era mercante e cambiavalute e nemico giurato di Venezia - il cui dominio sul mare declinava - che era stata fiera oppositrice della Repubblica di Pisa. Vaglienti esercitava il mestiere di cambiavalute a Pisa, per conto di Lucrezia Tornabuoni, madre di Lorenzo il Magnifico. Lavorò anche a Firenze, presso la banca di Benedetto Dei, che lo introdusse nel gruppo che circondava Amerigo Vespucci. Dopo la rivolta di Pisa contro la dominazione di Firenze, Vaglienti fu esiliato per dieci anni dalla sua città di origine. Inoltre, secondo molte testimonianze dell'epoca, era dichiaratamente omosessuale.

Raccoglieva racconti orali e lettere sui viaggi in mare, in anni in cui le grandi scoperte geografiche modificavano in Europa gli equilibri economici e politici. Lasciò due libri manoscritti - preziosa raccolta coeva di documenti sugli avvenimenti che stavano cambiando il mondo - con trascrizione di lettere di Amerigo Vespucci e con una Cronaca degli eventi, dal 1497 al 1513.

### Il Codice Riccardiano 1910
A Firenze, alla Biblioteca Riccardiana si conserva il Codice Riccardiano 1910 che contiene tutti i manoscritti lasciati da Pietro Vaglienti. Codice in-folio, composto da 184 carte, presenta all'inizio una versione del Milione di Marco Polo, poi lettere di Vasco de Gama, di Amerigo Vespucci, dei banchieri Marchionni e una Cronaca di avvenimenti: sono testi primari, per la storia delle scoperte - soprattutto portoghesi - e per i rapporti tra i navigatori portoghesi e i mercanti toscani.
Vi si legge anche un "Elogio di Emanuele re del Portogallo" - Manuele I - considerato strenuo difensore della fede e protettore di naviganti, come Vasco De Gama e Pedro Álvares Cabral, che per caso scoprì il Brasile. Vaglienti collaborava con i banchieri Sarnigi e Marchionni, che operavano anche sulla piazza di Lisbona, per sostenere le rischiose imprese marittime dei grandi navigatori portoghesi.
Era necessario avere contatti anche coi mercanti arabi e quindi conoscerne la cultura e la religione. Alla carta 167 ci sono brani del cosiddetto Arcorano, preceduto da un intervento del medico spagnolo Marco da Toledo e da una scelta di sure. Questo trattato sul Dio unico è stato scritto nel XII secolo dal berbero Ibn Tumart, che fondò la setta degli Almohadi, con l'idea di ricondurre l'Islam alle origini e che curò questa interpretazione semplificata del Corano. Nel Codice Riccardiano 1910 c'è dunque la più antica trascrizione - oggi conosciuta - di sure del Corano, in una lingua europea.
Lo storico e scienziato Gustavo Uzielli studiò il manoscritto 1910 della Riccardiana, noto anche come "Codice Vaglienti", analizzando in particolare le lettere di Amerigo Vespucci e relazioni di viaggi di portoghesi, oltre alla Cronaca, che copre gli anni dal 1497 al 1513.